# Font de les Tres Gràcies
La Font de les Tres Gràcies es troba a la plaça Reial de Barcelona, i està catalogada com a bé cultural d'interès local. Va ser creada el 1867 per Antoine Durenne sobre un disseny de Louis-Tullius-Joachim Visconti, i instal·lada el 1876 amb un projecte arquitectònic d'Antoni Rovira i Trias. A prop es troben els fanals dissenyats per Antoni Gaudí per a la plaça.

## Història i descripció

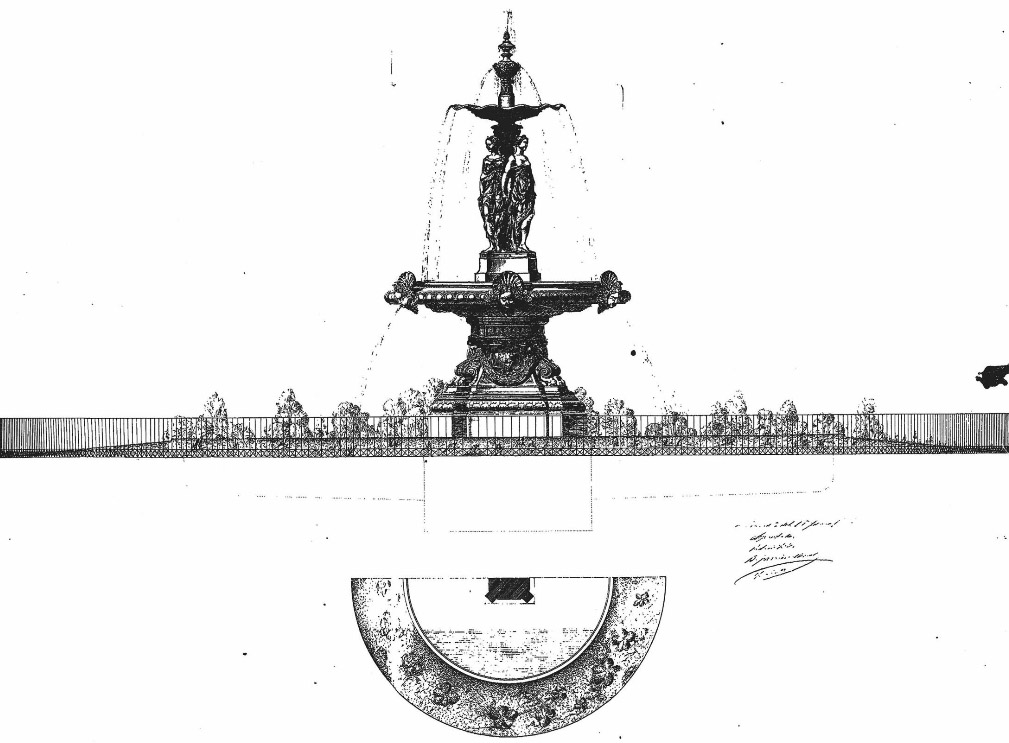
Projecte de la font d'Antoni Rovira i Trias (1876).

La Plaça Reial, anomenada així en honor als Reis Catòlics, es va començar a construir el 1850 al solar deixat per l'antic convent de Santa Madrona de Caputxins, segons el projecte de l'arquitecte Francesc Daniel Molina, guanyador del concurs convocat per l'Ajuntament de Barcelona. Al centre es va decidir posar un monument dedicat a Ferran el Catòlic, encarregat a l'escultor valencià Josep Piquer. Però el 1856, amb motiu d'una visita de la reina Isabel II, com que l'estàtua de bronze encara no estava fosa, es va decidir instal·lar un primer model en guix, que poc després fou trencat a pedrades. Tan sols va quedar el pedestal, obra dels germans Baratta, que va ser enderrocat en el transcurs de la Revolució de 1868, que va originar la I República.
El 1876 es va plantejar la col·locació d'un altre monument a la plaça, i per iniciativa de l'arquitecte municipal Antoni Rovira i Trias es va decidir la instal·lació d'una font, copiada d'un model francès elaborat deu anys abans per Antoine Durenne sobre un disseny de Louis-Tullius-Joachim Visconti. Està composta per un estany circular al centre del qual s'aixeca una tassa amb sis mascarons que vessen aigua, sobre la qual s'ubiquen les estàtues de les Càrites, rematades per altra tassa superior. Antigament estava rodejada d'un parterre circular de gespa tancat per una barana baixa de ferro, i l'estany de la font quedava arran de terra; posteriorment es va eliminar aquest parterre i es va circumdar l'estany amb un mur baix de pedra.
Les figures d'Aglaia, Eufròsine i Talia, deesses de l'encant, la creativitat i la fertilitat, respectivament, estan representades en forma de triple Hècate, esquena amb esquena i amb les mans entrellaçades, com en una dansa. Aquest model estava inspirat en unes estàtues de Germain Pilon elaborades cap al 1560 per a l'església parisenca dels Celestins, conservades actualment al Museu del Louvre, les quals estaven al seu temps influïdes per un dibuix de Primaticcio. Aquesta iconografia tenia un origen neoplatònic, en què les tres Gràcies representarien l'amor, la bellesa i el plaer, al mateix temps que és una al·legoria de les tres accions liberals d'origen estoic: oferir, acceptar i tornar els beneficis. De la sèrie elaborada per Durenne va sorgir altra font homònima instal·lada a la plaça de la Borsa de Burdeus.
Aquesta font va ser substituïda el 1892 per un brollador lluminós i traslladada a la Rambla del Poblenou, però el 1926 va ser retornada al seu lloc original per decisió de Nicolau Maria Rubió i Tudurí, director de Parcs i jardins de Barcelona.
La font va ser restaurada amb motiu de la reforma de la plaça entre 1982 i 1984, projectada pels arquitectes Federico Correa i Alfons Milà. Es van substituir els parterres que subdividien l'àmbit central per un paviment continu de pedra, del qual surten les palmeres, i també es va eliminar el trànsit de vehicles.